# Aubourn Haddington and South Hykeham
Aubourn Haddington and South Hykeham var en civil parish 1931–2011, när den delades upp i Aubourn with Haddington och South Hykeham, i distriktet North Kesteven, i Storbritannien. Den ligger i grevskapet Lincolnshire och riksdelen England, i den sydöstra delen av landet, 190 km norr om huvudstaden London. Civil parish hade 885 invånare år 2001.